# Meczet Proroka
Meczet Proroka (arab. ‏المسجد النبوي‎, Al-Masdżid an-Nabawi) – jeden z największych meczetów świata zbudowany przez proroka Mahometa w 622 r. w Medynie. Jest to także drugie po Mekce najświętsze miejsce islamu, do którego przybywają pielgrzymi odbywający hadżdż.
Miejsce, w którym dziś stoi świątynia, pierwotnie przylegało do domu Mahometa, który osiadł tam po ucieczce z Mekki. Podstawowy plan budynku został później zaadaptowany w innych meczetach na świecie.
Początkowo meczet służył również jako sąd i szkoła religijna, a z podwyższenia przemawiali ludzie nauczający Koranu. Późniejsi władcy muzułmańscy znacznie go rozbudowali i ozdobili. W 1909 r. było to pierwsze miejsce na Półwyspie Arabskim, gdzie korzystano ze światła elektrycznego.
W południowo-wschodniej części budynku ulokowana jest zielona kopuła, pod którą znajdował się dom A’iszy oraz grobowiec Mahometa. W 1279 r. postawiono w tym miejscem kopułę, którą wielokrotnie przebudowywano i odnawiano. W 1837 r. pomalowano i ją na zielono i stąd wzięła się jej nazwa.

## Historia

### Oryginalny budynek

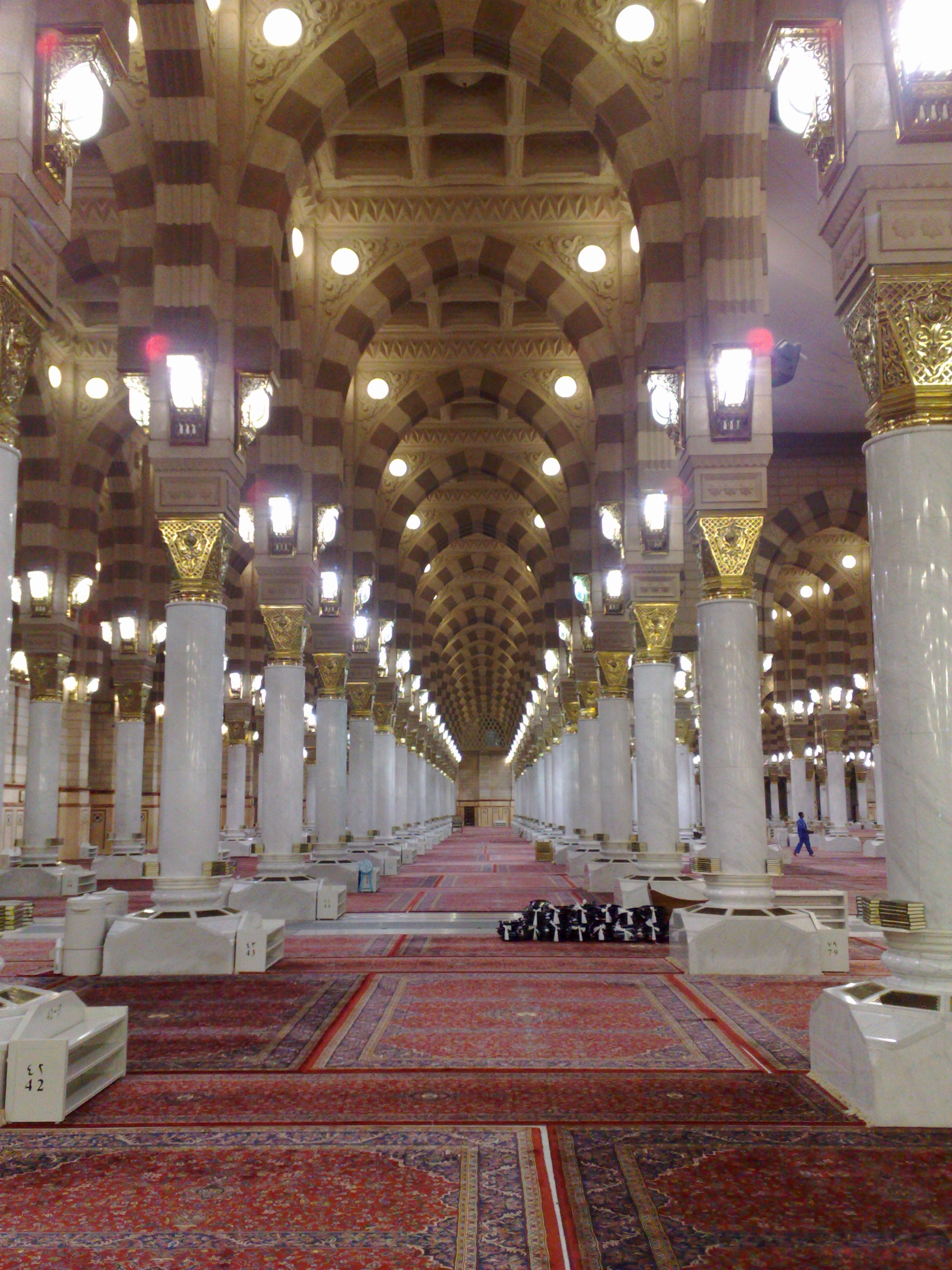
Wnętrze meczetu

Oryginalny meczet został zbudowany przez Mahometa i jego towarzyszy obok domu, w którym zamieszkał po swoim przybyciu do Medyny w 622 r. Postawiony został na planie prostokąta o wymiarach 30 m na 35 m i wysokości 2 m. Ściany wykonane były z pni palmowych i błota, a dach pokrywały liście. Do środka prowadziły trzy wejścia: od strony południowej Bab ar-Rahma (Drzwi Miłosierdzia), od zachodu Bab Dżibril (Drzwi Gabriela), a od wschodu Bab an-Nisa (Drzwi Kobiet).
Wewnątrz Mahomet utworzył zacieniony obszar w południowej części budynku zwany suffah, a przestrzeń modlitewną skierował na północ w stronę Jerozolimy. Później, kiedy kibla, czyli kierunek modlitwy, został zmieniony w stronę Al-Kaby w Mekce, meczet także ukierunkowano na południe.
Siedem lat później w 629 r. meczet rozbudowano i zwiększono jego powierzchnię niemal dwukrotnie, żeby pomieścić wzrastającą liczbę wiernych. Otoczono go również 35 kolumnami.
Meczet pozostał w niezmienionym stanie do czasu rządów kalifa Umara, który powiększył jego obszar do 3575 m² i postawił drewniane kolumny.
Z kolei Usman ibn Affan dobudował kamienne arkady i otynkował budynek, jak również zmienił kolumny na kamienne.

### Umajjadzi
Po śmierci Mahometa kolejni muzułmańscy przywódcy kontynuowali rozbudowę i upiększanie meczetu. W 707 r. umajjadzki kalif Al-Walid ibn Abd al-Malik wyburzył starą strukturę i zbudował w tym miejscu jeden duży meczet, w którym znalazł się również grobowiec Mahometa. Nowa świątynia mierzyła 84 m na 100 m i zbudowana była z kamieni oraz kamiennych kolumn. Ściany zaś zostały ozdobione mozaikami przez koptyjskich i greckich rzemieślników, a dziedziniec otoczono czterema minaretami.

### Abbasydzi
W latach 778–781 abbasydzki kalif al-Mahdi usunął północną część meczetu w celu dalszej rozbudowy, oraz dodał dwadzieścia nowych wejść: po osiem od strony wschodniej i zachodniej i cztery od północnej.

### Mamelukowie
Za rządów mameluckiego sułtana Kalawuna, nad grobowcem Mahometa wzniesiono kopułę i miejsce do rytualnego obmycia. Później inny sułtan An-Nasir Muhammad odbudował jeden z minaretów, który został wcześniej zniszczony.

### Osmanowie

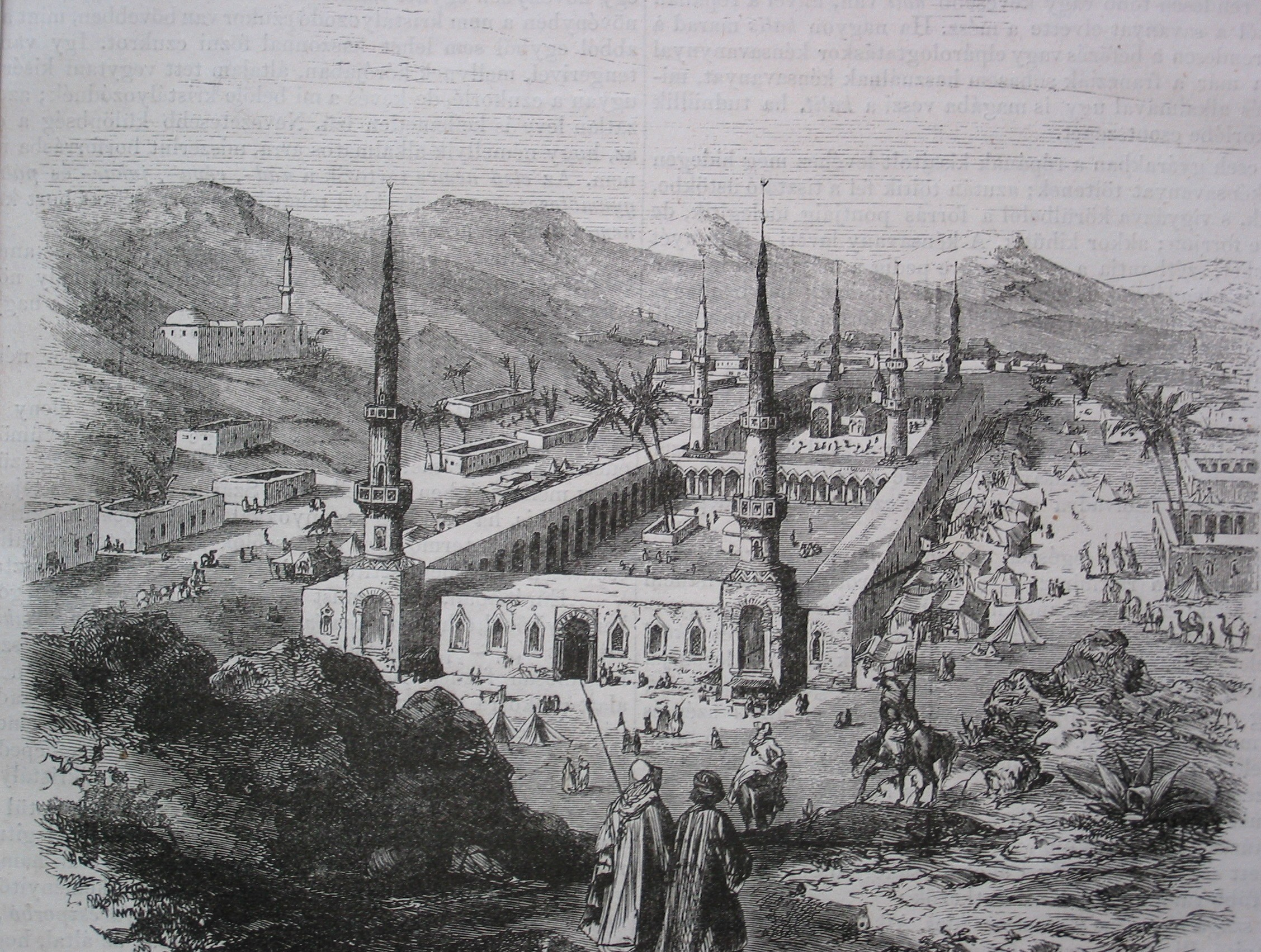
Meczet Proroka w XIX wieku

Osmańscy sułtani, którzy kontrolowali Medynę od 1517 r. do I wojny światowej również wprowadzili w meczecie wiele swoich zmian. Sułtan Sulejman ponownie przebudował zachodnie oraz wschodnie ściany meczetu i dobudował nowy minaret znany jako As-Sulajmanijja.
Gdy do władzy doszedł sułtan Abdülmecid I (1839–1861), meczet został całkowicie przekształcony (z wyjątkiem grobowca Mahometa oraz minaretu Sulajmana). Powiększono m.in. salę modlitewną oraz północną część świątyni, tak by w jej obszarze znalazło się miejsce do rytualnego obmycia. Na kopułach z kolei umieszczono cytaty z Koranu, a podłogę sali modlitewnej wyłożono marmurem i czerwonymi kamieniami. Dobudowano także piąty minaret.